# Susan Hockey
Susan Hockey (Halifax, 1946) és una professora emèrita de biblioteconomia i documentació al University College de Londres. Ha escrit sobre la història de les humanitats digitals, el desenvolupament d'aplicacions d'anàlisi textuals, marcat de textos electrònics, l'ensenyament d'informàtica dins les humanitats i el paper de les biblioteques en la gestió de recursos digitals. És membre fundadora de diverses associacions relacionades amb les humanitats digitals, com l'Association for Literary and Linguistic Computing (ALLC, 1973), i l'Association for Computers and the Humanities (ACH, 1978), i va ser editora del butlletí de l'ALLC entre 1979 i 1983, presidenta de la junta de l'ALLC entre 1984 i 1997, i membre de la junta directiva de Text Encoding Initiative (TEI) entre 1987 i 1999. El 2014, l'University College de Londres va crear una sèrie de conferències en el seu honor.
Hockey va néixer com a Susan Petty el 1946 a Halifax, West Yorkshire, i va ser educada en la Princess Mary High School, a Halifax, i en el Lady Margaret Hall, a Oxford. El 1969 es va unir a l'Atles Computer Laboratory, a Chilton, on va desenvolupar programari per a mostrar caràcters no occidentals. Va esdevenir membre fundadora de l'Association for Literary and Linguistic Computing (ALLC) el 1973 i el 1975 es va unir als Oxford University Computing Services. A Oxford va tenir un paper decisiu en el desenvolupament de l'Oxford Concordance Program a partir del COCOA, un programari creat entre finals de 1960 i principis de 1970, utilitzat en informàtica humanística. Aquestes eines es van convertir en peces clau per a les humanitats digitals als Estats Units i Regne Unit.
De 1991 a 1997, Hockey va ser directora del Center for Electronic Texts in the Humanities a les universitats de Rutgers i Princeton, a Nova Jersey. De 1997 a 1999 va ser professora i directora de l'Institut Canadenc d'Investigació en Computació a les Arts de la Universitat d'Alberta a Edmonton. El 2000 es va incorporar al University College de Londres com a professora de biblioteconomia i documentació, i des del 2001 va ser directora de la School of Library, Archive and Information Studies de l'University College de Londres. Es va jubilar el 2004.
El 2004, va rebre el premi Roberto Busa Alliance of Digital Humanities Organizations (Aliança d'Organitzacions d'Humanitats Digitals) en reconeixement «dels èxits destacats de tota una vida a l'aplicació de les tecnologies de la informació i les comunicacions a la recerca en humanitats».

## Publicacions
- A Guide to Computer Applications in the Humanities (1980, Duckworth ISBN 978-0715613153)
- SNOBOL Programming for the Humanities (1986, Oxford University Press ISBN 978-0198246756)
- Electronic Texts in the Humanities: Principles and Practice (2000, Oxford University Press ISBN 978-0198711940)